# Nakajima Ki-49
Nakajima Ki-49 «Donryu» (яп. 中島 キ-49 呑龍 Важкий армійський бомбардувальник «Донрю» («Ширяючий дракон»)) — важкий серійний бомбардувальник Імперської армії Японії  періоду Другої світової війни.
Кодова назва союзників - «Хелен» (англ. Helen).

## Історія створення
Незабаром після запуску в експлуатацію бомбардувальника Mitsubishi Ki-21 командування Імперської армії Японії видало технічне завдання на розробку його наступника. Вимоги технічного завдання перевершувати характеристики Ki-21 по багатьох параметрах. Так, літак мав розвивати максимальну швидкість 500 км/год, дальність польоту мала становити 3000 км з бомбовим навантаженням 750 кг, а максимальне бомбове навантаження мало становити 1000 кг. Крім того, літак мав захищати себе сам, без супроводу винищувачів, тому він повинен був мати серйозне оборонне озброєння: 20-мм гармату у надфюзеляжній башті та декілька 7,7-мм кулеметів, в тому числі, у хвостовій башті. Крім того, літак мав мати протектовані паливні баки та бронезахист членів екіпажу, що було нетипово для японських літаків.
У конкурсі знову взяли участь дві провідні авіабудівні фірми Японії - Nakajima та Mitsubishi, проекти яких отримали назви Ki-49 та Mitsubishi Ki-50 відповідно. Фірма Nakajima врахувала помилки при проектуванні літака Nakajima Ki-19, який свого часу програв літаку Ki-21, а також залучила до розробки найкращих своїх спеціалістів. Крім того, програвши у 1937 році у конкурсі фірмі Mitsubishi, інженери фірми Nakajima змогли ознайомитись з технічними особливостями літака-переможця Ki-21. Завдяки цим знанням у конкурсі на новішу модель переміг саме літак фірми Nakajima.
Роботи над новим літаком розпочались влітку 1938 року, а вже у серпні 1939 року перший прототип піднявся у повітря. Під час розробки дизайну літака особливу увагу було звернену на покращення керування, для цього було вибрано модель в вигляді середньоплана з крилом малої довжини, що забезпечувало хорошу керованість на середніх та малих висотах. Крім того, хорда центроплана була більшою за хорду консолі за мотогондолою, що дозволило розмістити в центроплані шість протектованих паливних баків та знизити загальний повітряний опір. Для покращення посадки і підйому на літаку використовувались закрилки Фаулера. На першому прототипі були встановлені двигуни Nakajima Ha-5 Kai потужність 950 к.с., на другому та третьому прототипах - двигуни Nakajima Ha-41 (1200 к.с.). Захисне озброєння складалось з 20-мм гармати «Но-1» зверху на фюзеляжі, а також по одному 7,7-мм кулеметі «Тип 89» в носі, в хвості, знизу і з двох сторін літака.
Випробування літака пройшли вдало, і командування замовило 7 передсерійних машин. Але через завантаженість інженерів фірми Nakajima роботами по доводці винищувача Nakajima Ki-44 протягом 1940 року було випущено лише 7 передсерійних літаків. В конструкцію внесли лише невеликі зміни і у березні 1941 року літак був прийнятий на озброєння під назвою «Важкий армійський бомбардувальник Тип 100 Модель 1 «Донрю» («Ширяючий дракон») » (або Ki-49-I). Всього було випущено 129 машин цієї модифікації.
У 1942 році була розроблена модифікація Ki-49-II з двигунами Nakajima Ha-109 потужністю 1500 к.с. Також були внесені невеликі зміни у форму мотогондол, був встановлений новий бомбовий приціл, посилений бронезахист екіпажу, паливні баки мали кращий захист. Було випущено 2 варіанти цієї модифікації: Ki-49-IIa та Ki-49-IIb, які відрізнялись захисним озброєнням. На другому варіанті три з п'яти 7,7-мм кулеметів були замінені 12,7-мм кулеметами «Тип 1».  Всього було випущено 667 машин цієї модифікації, в тому числі 50 штук на заводі фірми Tachikawa.
У 1943 була розроблена модифікація Ki-49-III з двигунами Nakajima Ha-117 потужністю 2420 к.с. Але через проблеми з доводкою двигунів було випущено лише 6 машин.
Під час бойових дій в Китаї було виявлено, що наявні на озброєнні винищувачі не можуть супроводжувати бомбардувальники на всьому проміжку до цілі, що спричиняє великі втрати серед останніх. Тому на базі трьох передсерійних машин у 1940-1941 роках була розроблена модифікація важкого винищувача супроводження Ki-58, яка мала посилений бронезахист та озброєння (п'ять 20-мм гармат «Ho-1» в рухомих вогневих точках та три 12,7-мм кулемети «Ho-103»). Екіпаж складався з 10 осіб - два пілоти, бомбардир, штурман, стрілець-радіооператор та 5 стрільців. Ці винищувачі мали прикривати з'єднання Ki-49, але з появою винищувачів Nakajima Ki-43 потреба у Ki-58 відпала. Було виготовлено тільки три прототипи Ki-58.
У жовтні 1941 року два літаки Ki-49-I були переобладнані в літаючий командний пункт Ki-80. На цих літаках були встановлені двигуни Nakajima Ha-117 потужністю 2420 к.с. та посилений бронезахист. Озброєння складалось з однієї 20-мм гармати «Ho-1» та семи кулеметів - одного 12,7-мм «Ho-103» та шести 7,7-мм «Тип 89». Екіпаж збільшився до 12 осіб: два пілоти, командир з'єднання, бомбардир, штурман, два стрільці-радіооператори, п'ять бортових стрільців. Бомбове навантаження зменшилось до 300 кг. Але у серію ці літаки не пішли: вони використовувались для доопрацювання двигунів Nakajima Ha-117.
Всього до грудня 1944 було випущено 819 машин всіх модифікацій.

## Тактико-технічні характеристики

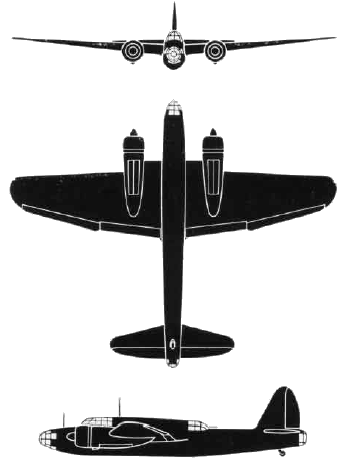

### Технічні характеристики
|                       | Ki-49-I               | Ki-49-IIa                   |
| --------------------- | --------------------- | --------------------------- |
| Екіпаж                | 8 осіб                | 8 осіб                      |
| Довжина               | 16,808 м              | 16,5 м                      |
| Висота                | 4,25 м                | 4,25 м                      |
| Розмах крил           | 20,424 м              | 20,424 м                    |
| Площа крил            | 69,05 м²              | 69,05 м²                    |
| Маса пустого          | 6 070 кг              | 6 530 кг                    |
| Маса спорядженого     | 10 150 кг             | 10 680 кг                   |
| Максимальна маса      | 10 675 кг             | 11 400 кг                   |
| Навантаження на крило | 147 кг/м2             | 154,7 кг/м2                 |
| Двигуни               | 2 х Nakajima Ha-41    | 2 х Nakajima Ha-109         |
| Потужність            | 2 х 1 250 к. с.       | 2 х 1 450 к. с.             |
| Питома потужність     | 4,1 кг/к.с.           | 3,6 кг/к.с.                 |
| Максимальна швидкість | 466 км/г              | 492 км/г (на висоті 5000 м) |
| Крейсерська швидкість | -                     | 350 км/г                    |
| Операційна дальність  | 2000 км               | 2000 км                     |
| Максимальна дальність | 3 380 км              | 2 950 км                    |
| Практична стеля       | 8 650 м               | 9 300 м                     |
| Час набору висоти     | 5000 м за 14 хв. 5 с. | 5000 м за 13 хв. 39 с.      |

### Озброєння
- Бомбове: до 1 000 кг (в ролі камікадзе - 1 600 кг)
- Захисне:
  - Ki-49-I, -IIa:
    - 1 x 20 мм гармата «Ho-1» у верхній турелі
    - 5 x 7,7 мм кулемети «Тип 89» - по одному в носовій, хвостовій, нижній і бокових турелях.

  - Ki-49-IIb, -III:
    - 1 x 20 мм гармата «Ho-1» у верхній турелі
    - 3 х 12,7 мм кулемети - по одному в носовій, хвостовій і нижній турелях.
    - 2 x 7,7 мм кулемети «Тип 89» - по одному в бокових турелях.

## Модифікації
- Ki-49 — прототип та передсерійні літаки (3 екз.)
- Ki-49-I — перший серійний варіант (129 екз.)
- Ki-49-II — прототип з двигунами Nakajima Ha-109 (2 екз.)
- Ki-49-IIa — серійний варіант з двигунами Nakajima Ha-109
- Ki-49-II KAI — варіант для атак камікадзе, без стрілецького озброєння і двома членами екіпажу. (перероблявся з Ki-49-II)
- Ki-49-IIb — серійний варіант з 12,7-мм кулеметами
- Ki-49-III — прототип з двигунами Nakajima Ha-117 потужністю 2 420 к.с. (6 екз.)
- Ki-58 — прототип ескортного винищувача з двигунами Nakajima Ha-109, 5 x 20-мм гарматами, 3 x 12,7-мм кулеметами (3 екз.)
- Ki-80 — літаючий командний пункт (2 екз.)

## Історія використання

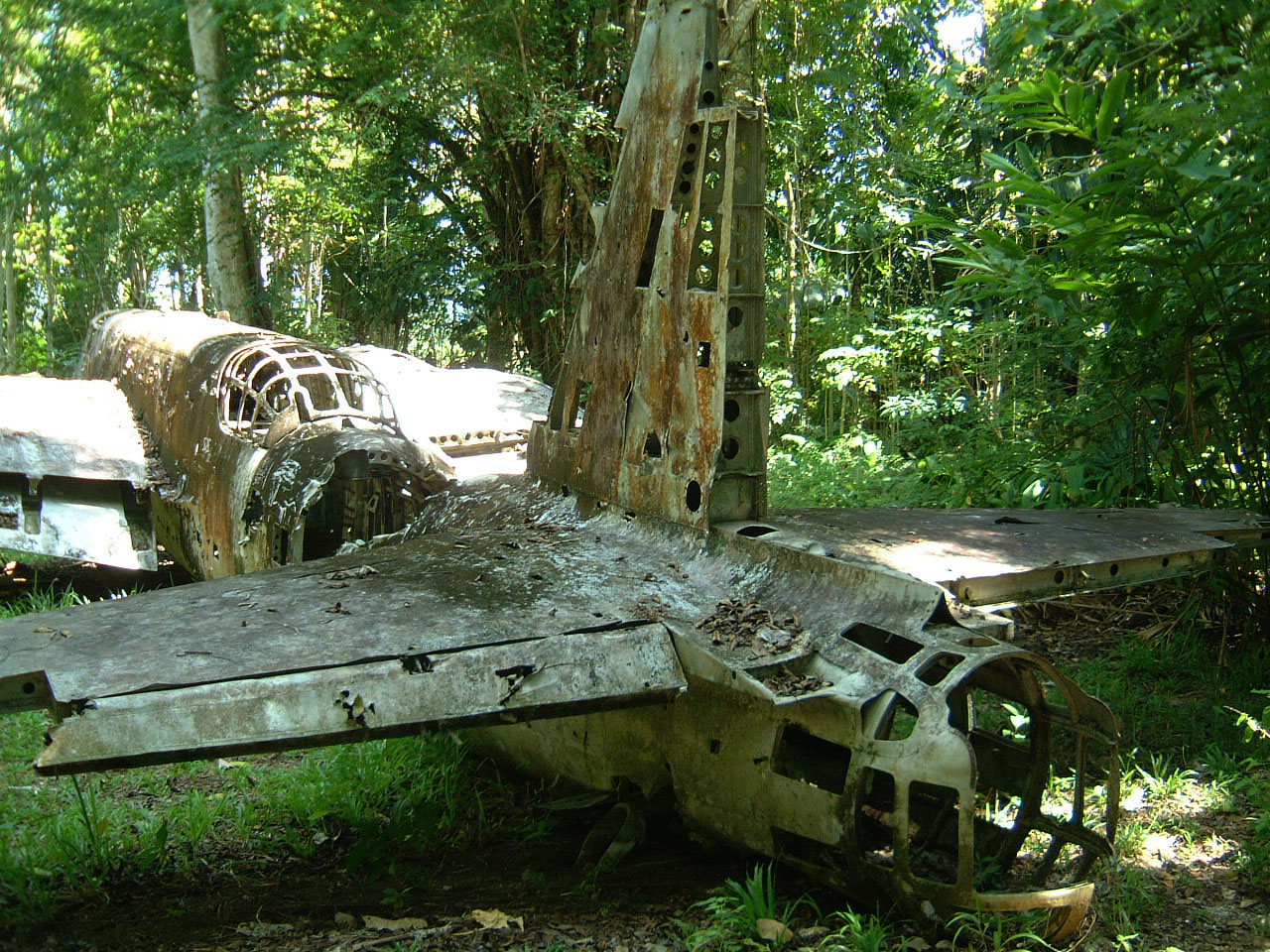
Збитий Ki-49 в джунглях Нової Гвінеї

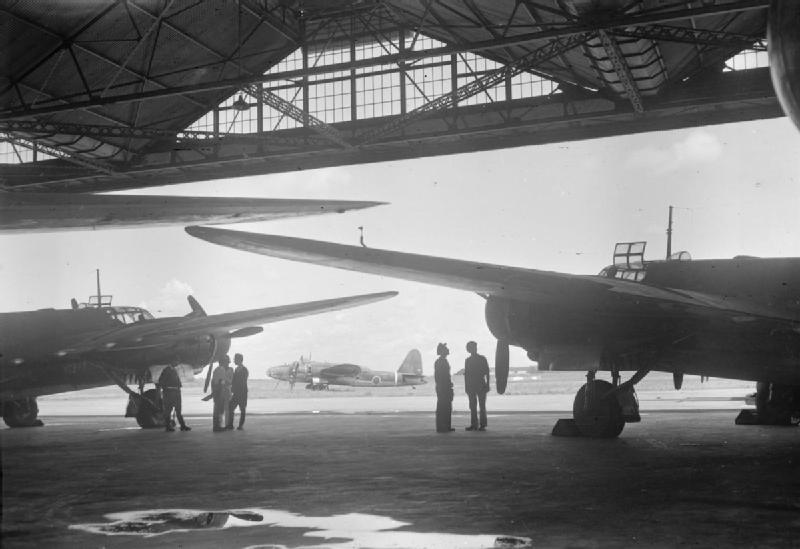
Захоплені Британією Ki-49 в ангарі аеропорту Каліджаті на острові Ява

На момент початку війни та Тихому океані літаки Ki-49-I ще не встигли надійти у бойові частини. Вперше вони були використані в Китаї в складі 61-го авіазагону. Пізніше вони використовувались в боях над Новою Британією, Новою Гвінеєю та на півночі Австралії.  Зокрема, 20 червня 1943 року ці літаки бомбили Порт-Дарвін. Тільки два авіазагони озброювались модифікацією Ki-49-I, вже згаданий 61-ий, та 74-тий в Маньчжурії.
У ході боїв з'ясувалось, що потужності двигунів недостатньо, через що страждала керованість літака, а швидкість була недостатньою, щоб втікати від винищувачів противника. Літаки Ki-49 зіткнулись з серйозним противником Supermarine Spitfire та стали зазнавати значних втрат. Пілоти з позитивної сторони відзначали тільки бронезахист, а також потужне захисне озброєння. Через це Ki-49 так і не витіснили повністю Ki-21. З появою Ki-49-II ситуація покращилась мало. 
В червні 1943 року нову модифікацію отримав 7-ий авіазагін, який в серпні було перекинуто на базу Вевак. Після декількох тижнів боїв, в строю авіазагону залишилось тільки шість Ki-49-II, не зважаючи на постійне поновлення, в січні 1944 авіазагін довелось відкликати на переозброєння. На початку 1944 року Ki-49-II отримав 62-ий авіазагін, що розміщувався в Бірмі. Але він теж зазнав втрат і був переведений на Філіппіни. Туди ж було переведено 74-ий авіазагін, який було замінено новоствореним 95-тим. Під час битви за Філіппіни восени 1944 року Ki-49 зазнали значних втрат, часто прямо на аеродромах, і стали використовуватись переважно у нічний час.
Після Філіппін, Ki-49 фактично не використовувались в єдиних підрозділах. З грудня 1944 року Ki-49 стали залучатись до атак камікадзе. У цьому варіанті з літака знімали все озброєння, екіпаж зменшувався до 2 осіб, на літаку розміщували 1600-кг бомбу.
Незважаючи на недоліки, Ki-49 залучались до виконання різних спеціальних задач. Так, декілька літаків Ki-49-I були оснащені магнітними детекторами для пошуку підводних човнів, а частина Ki-49-II була переобладнана у транспортні літаки, які використовувались для десантних операцій та для постачання військових матеріалів гарнізонам, розкиданим по островах Тихого океану. Крім того, були спроби використовувати Ki-49 як нічні винищувачі. Для цього один літак мав пошуковий прожектор, а інший - 75-мм гармату. Проте в такій ролі вони проявили себе дуже не ефективними.
Одиночні літаки Ki-49, які ще збереглись, у квітні-травні 1945 року використовувались як камікадзе в битві за Окінаву.

### Післявоєнне використання
Після закінчення бойових дій 3 захоплені літаки Ki-49 використовувались протягом 1946-1949 років Францією в Індокитаї. Один захоплений літак використовували індонезійські повстанці у боротьбі проти голландських військ.
Один трофейний літак використовувався як транспортний протягом 1945-1946 років ВПС Таїланду.

## Оператори
Японська імперія
- ВПС Імператорської армії Японії
  - 7-й авіазагін ВПС[2]
  - 61-й авіазагін ВПС
  - 62-й авіазагін ВПС
  - 74-й авіазагін ВПС
  - 95-й авіазагін ВПС
  - 110-й авіазагін ВПС
  - 11-та авіадивізія ВПС

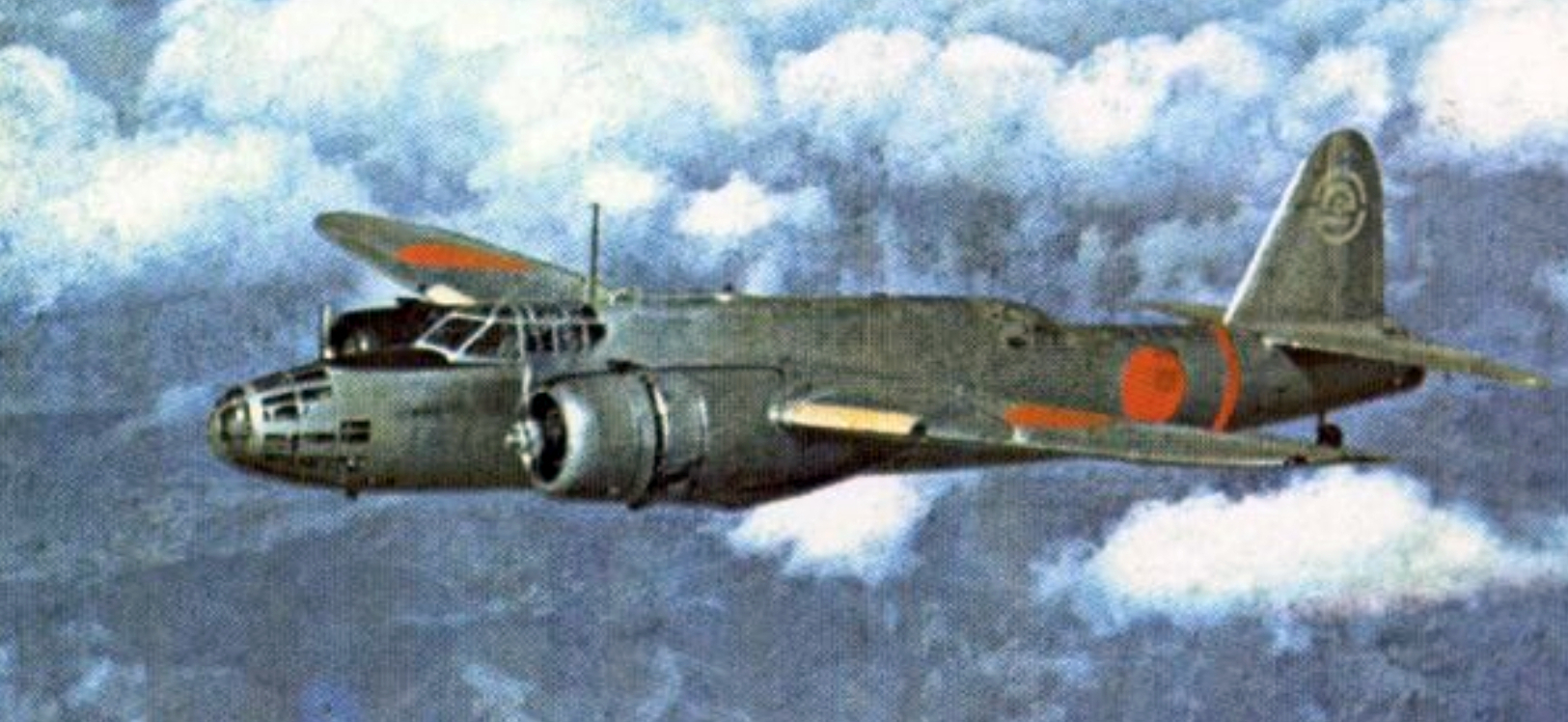
Ki-49-І тренувальної школи Хамамацу.

  - Бомбардувальна тренувальна школа Хамамацу

 Індонезія
- Національна армія Індонезії

 Франція
- Повітряні сили Франції

 Таїланд
- Повітряні сили Таїланду